# Anomalia Ararat

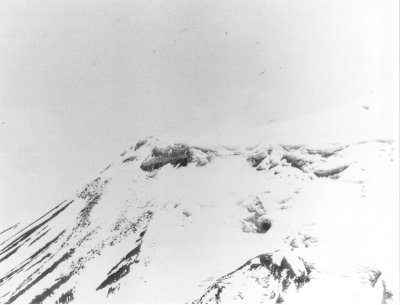
Fotografie a anomaliei Ararat capturată de Defense Intelligence Agency în 1949

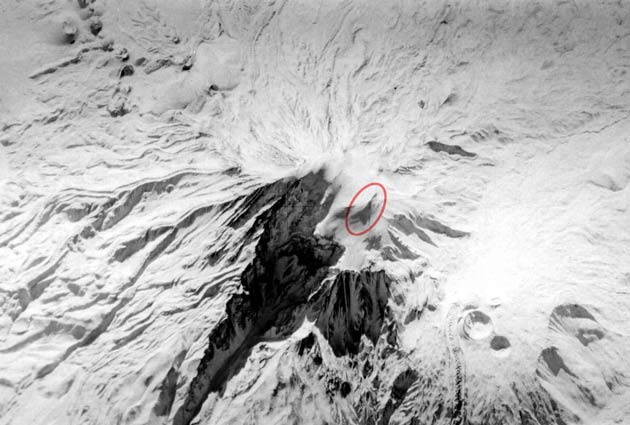
Anomalia Ararat în 1973.

Anomalia Ararat este un obiect care apare pe fotografiile ale zonelor înzăpezite din apropierea vârfului muntelui Ararat, Turcia. Teoria avansată de unii creștini susține că acelea sunt rămășițele Arcei lui Noe.

## Prezentare generală
Anomalia este situată pe colțul nord-vestic al platoului de vest al muntelui Ararat (aproximativ 39°42′10″N 44°16′30″E / 39.70278°N 44.27500°E) la altitudinea de 4724 m, la aproximativ 2,2 km vest de vârf, pe marginea a ceea ce apare din fotografii pentru a fi o pantă descendentă abruptă. Aceasta a fost prima dată filmată în timpul unui misiuni US Force Air de recunoaștere aeriană în 1949 - masivul Ararat se afla pe fosta graniță dintre Turcia și URSS, fiind un punct de interes militar. Astfel, fotografiile luate în 1956, 1973, 1976, 1990 și 1992 de aeronave și sateliți au fost clasificate top secret.
Șase cadre din filmul 1949 au fost lansate de Porcher Taylor, profesor la Universitatea din Richmond în Virginia și un savant la Centrul Washington pentru Studii Strategice și Internaționale specializate în inteligență prin satelit și diplomație, în 1995.
Un proiect comun de cercetare a fost stabilit ulterior între Insight Magazine și Space Imaging (acum GeoEye), folosind satelitul IKONOS. IKONOS a capturat o anomalie pe 5 august și 13 septembrie 2000. GeoEye a construit un videoclip computerizată a imaginii anomaliei. Structura apare la aproximativ jumătatea videoclipului. Printr-o tehnică controversată, imaginea capturată de IKONOS în 2003, pentru același proiect de cercetare, a fost lansat pentru public în 2006.
Zona muntelui Ararat, de asemenea, a fost fotografiată de satelit francez SPOT în septembrie 1989, Landsat în anii 1970 și naveta spațială NASA în 1994, precum și imagini militare capturate prin satelitul CIA, KH-9 (Keyhole 9) în 1973 și KH-11 (Keyhole 11) în 1976 și 1990-1992.
Defense Intelligence Agency consideră că anomalia arată fațadele liniare din gheața care stau la baza gheații și zăpezii mai recent acumulate.